# Clematochaeta discipulchra
Clematochaeta discipulchra är en tvåvingeart som först beskrevs av Mario Bezzi 1918.  Clematochaeta discipulchra ingår i släktet Clematochaeta och familjen borrflugor. Inga underarter finns listade i Catalogue of Life.